# Соната для двух кларнетов
Соната для двух кларнетов — одно из первых сочинений Франсиса Пуленка и первое, созданное им для камерного ансамбля. Написанная в 1918 году, вскоре после возвращения композитора с Первой мировой войны, соната для двух кларнетов открывает цикл из трёх коротких сонат для ансамблей духовых инструментов, продолженный Пуленком в 1922 году сонатой для кларнета и фагота и сонатой для валторны, трубы и тромбона. Несмотря на то что Пуленк не относился к этим своим работам серьёзно, назвав все три сонаты написанными для собственного развлечения, однако в 1945 году вернулся к ним и сделал новую редакцию.
Первое исполнение сонаты для двух кларнетов состоялось в Париже 5 апреля 1919 года. Вместе с ней прозвучали премьерные исполнения двух других ранних работ Пуленка: Вечного движения для фортепиано и сонаты для фортепиано в четыре руки. Продолжительность этой сонаты, состоящей из трёх частей, составляет всего около шести-семи минут. Соната написана для кларнетов в разных строях: один в строе Си-бемоль, другой в строе Ля.
Среди музыкантов, записавших сонату такие кларнетисты как Поль Мейер и Мишель Порталь, Сабина Майер и Вольфганг Майер, Дэвид Кэмпбелл и Вольфганг Джеймс, Филипп Беро и Оливье Дербесс, Стэнли Друкер и Наоми Друкер.